# Río Ider
El río Ider (en mongol, Идэрийн гол, gol Ideriin o Ider gol) es un río del norte de Mongolia que fluye en dirección este hasta confluir con el río Delgermoron formando el río Selengá. Tiene una longitud de 452 km pero forma parte del sistema fluvial Yeniséi-Angará-lago Baikal-Selengá-Ider, el cual alcanza los 5539 km y se considera el quinto río más largo del mundo, tras el Amazonas, Nilo, Yangtsé y el Misisipi-Misuri.
Administrativamente discurre por los aimags de Hövsgöl y Zavhan. Nace en los montañas Khangai y la confluencia con el Delgermörön está en Tömörbulag (Khövsgöl). El río Ider está congelado 170-180 noches por año. Hay un puente de madera construido en 1940 en la ciudad de Jargalant (5068 habs. en 2000) y un puente de hormigón en Galt (Khövsgöl). 

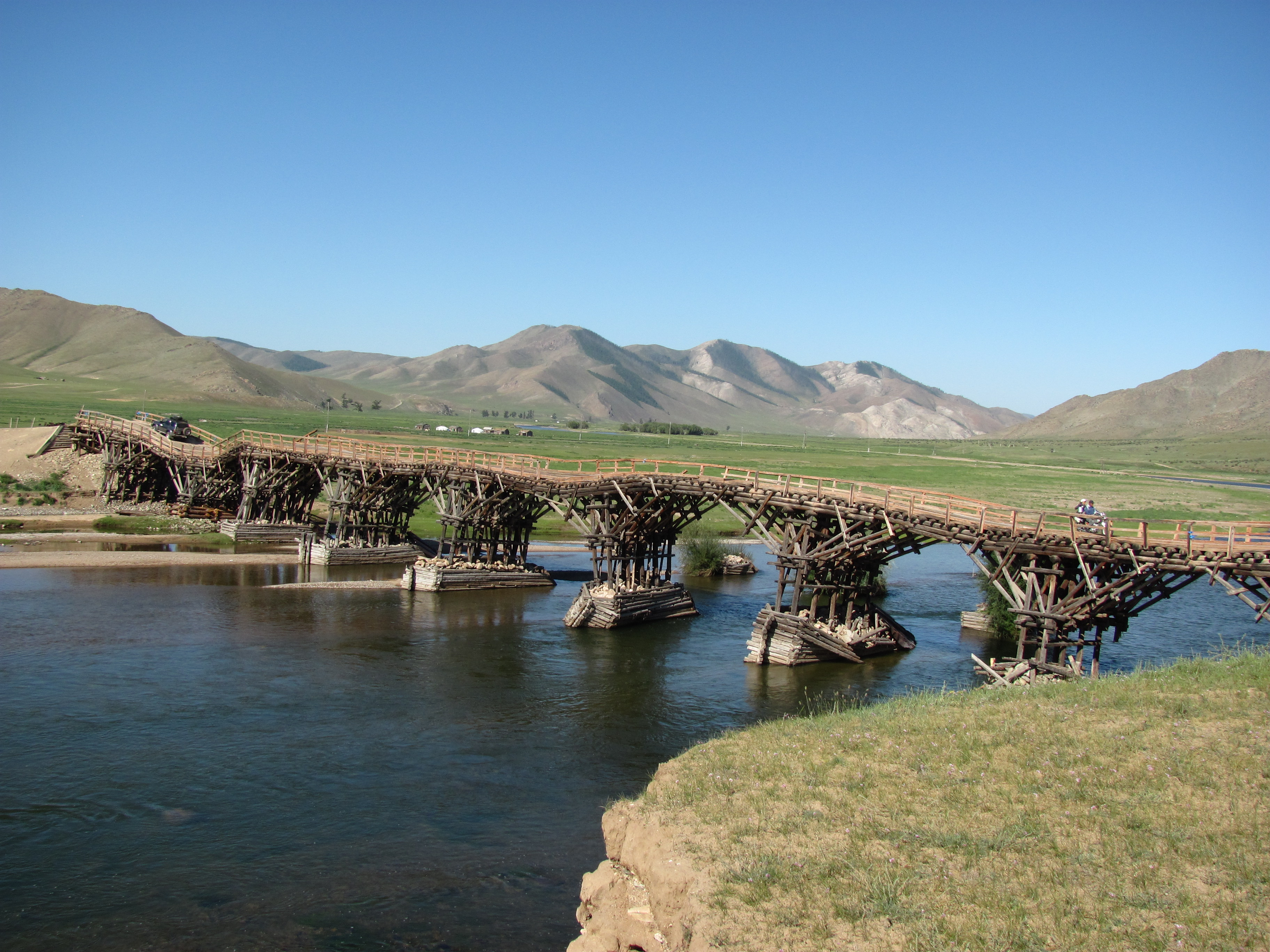
Puente de madera en Jargalant.